# Eueides
Eueides es un género de lepidópteros de la familia Nymphalidae. Es originario de América.

## Especies
Las especies de este género son:
- Eueides aliphera (Godart, 1819)
- Eueides emsleyi (Brown, 1976)
- Eueides heliconioides (C. & R. Felder, 1861)
- Eueides mereaui (Hübner, 1816)
- Eueides isabella (Stoll, 1781)
  - Eueides isabella nigricornis
- Eueides lampeto (Bates, 1862)
- Eueides libitina (Staudinger, 1885)
- Eueides lineata (Salvin & Godman, 1868)
- Eueides lybia (Fabricius, 1775)
- Eueides pavana (Ménétriés, 1857)
- Eueides procula (Doubleday, 1847)
- Eueides tales (Cramer, 1775)
- Eueides vibilia (Godart, 1819)